# 1983 chez Disney
L'année 1983 au sein de la société Walt Disney Productions est marquée plusieurs changements à la direction de l'entreprise et une grande fragilité financière après plusieurs années de difficultés au sein de la division cinématographique. L'entreprise crée une filiale séparée pour la production de films d'animation nommée Walt Disney Pictures. L'émission phare Le Monde merveilleux de Disney cesse d'être diffusée après 29 années. Le projet de parc japonais mené par le groupe Oriental Land Company se réalise avec Tokyo Disneyland.
À la suite de l'entrée d'ABC au capital d'ESPN les deux chaînes se rapprochent dans le sport avec un service commun de télévision à la carte.

## Résumé
En 1983, le studio fête ses 60 ans mais de manière bien plus silencieuse que les 50 ans célébrés eux en 1973 en grande pompe.
Plusieurs changements surviennent au niveau de la direction de Disney. Donn Tatum quitte le poste de président du comité exécutif mais reste au comité de direction jusqu'en 1992. Il conserve aussi un titre de directeur émérite jusqu'à sa mort en 1993. Card Walker prend sa retraite de président du directoire et de directeur exécutif en février 1983. Il vient de superviser l'ouverture d'EPCOT Center en octobre 1982 et reste en poste pour celle de Tokyo Disneyland en avril 1983,. Il meurt en 2005. Raymond Watson succède à Walker au poste de président du directoire, poste qu'il conserve peu de temps, laissant la place à Michael Eisner dès 1984. Ron Miller conserve son poste de président et le 24 février 1983 devient le nouveau directeur général, poste qu'il abandonnera aussi à Eisner en 1984,. . Miller décide de remplacer Tom Wilhite par Richard Berger, Wilhite était responsable des productions cinématographiques et même si Miller a apprécié les idées des deux années précédentes elles n'avaient pas généré les succès escomptés.
L'entreprise Walt Disney Productions n'est pas au bord de la faillite mais sa cotation en bourse est si basse que tout le monde peut acheter des actions. Si d'aventure un groupe achète assez d'actions, il prendra le contrôle de la société et c'est ce qui se produit l'année suivante. L'une des principales craintes est le démantèlement de la société, le studio de cinéma d'un côté, les parcs de l'autre, et l'animation à un troisième. En 1982, la société Coca-Cola achète le studio Columbia Pictures,. D'autres sociétés ou conglomérats pourraient faire la même chose. Mark Arnold écrit que l'histoire détaillée est disponible dans Storming the Magic Kingdom de John Taylor publié en 1987,.

### Productions cinématographiques
Le 1er avril 1983, Walt Disney Productions crée à partir du département « animation et films » (Pictures) une société à part entière mais filiale à 100 %, Walt Disney Pictures. Le quotidien  New York Times mentionne des pertes de 33 millions d'USD pour 1983. La majeure partie des pertes consiste au mauvais résultat de La Foire des ténèbres (1983) qui portait le label Disney tandis que le film Un homme parmi les loups pour lequel la relation avec Disney avait été cachée recevait un bon accueil.
L'une des dernières actions de Tom Wilhite a été d'inciter le studio à développer un second label cinématographique. Ron Miller le prend au mot et entame la création de Touchstone Pictures fondé en 1984. De son côté, Wilhite fonde la même année le studio Hyperion Pictures.
Le département animation de Walt Disney Pictures reprend la production de courts métrages avec Sacrée journée pour Bourriquet et Le Noël de Mickey. Le premier est le cinquième film de la franchise Winnie l'ourson depuis la compilation Les Aventures de Winnie l'ourson (1977), mais a été produit par Rick Reinert Productions. Le Noël de Mickey est le premier court métrage de Mickey Mouse depuis 1953 et est aussi le premier à être sélectionné aux Oscars du cinéma depuis plusieurs années. La production de Taram et le Chaudron magique est toujours en cours.
Le studio poursuit ses ressorties de films avec Blanche-Neige et les Sept Nains (1937), Merlin l'Enchanteur (1963), Les Aventures de Bernard et Bianca (1977) tandis que Tron (1982) et Le Trou noir (1979) sont édités en vidéo. Mark Arnold cite Superman 3 et Le Retour du Jedi comme productions à succès que le studio aurait pu produire.

### Productions télévisuelles
L'émission d'anthologie Walt Disney diffusée sur CBS depuis 1981 s'arrête en février 1983 car le succès n'est pas au  rendez-vous. Pour la dernière saison de l'émission, Walt Disney Television produit essentiellement des compilations de vieux courts métrages d'animation. L'émission était diffusée depuis 29 années malgré plusieurs changements de chaînes et de noms, c'était alors la plus ancienne émission du soir encore diffusée de l'histoire de la télévision. Arnold mentionne deux raisons pour cet arrêt, une baisse d'audience et surtout un projet de chaîne de télévision dédiée. Mais les deux raisons sont liées car Disney s'est dit que le public ne paierait pas la chaîne câblée s'il peut voir le même contenu gratuitement à la télévision. Les nouvelles productions sont réaffectées à Disney Channel. Son premier directeur est James P. Jimirro. La première production est le téléfilm Les Tigres d'Alan Shapiro.
En parallèle, les autres chaînes, réseaux nationaux et en syndication, reçoivent de nombreuses émissions spéciales produites par Walt Disney Television dont la série des Sport Goofy, compilation des courts métrages à caractère sportif extraite de la série Dingo et de nouvelles productions.

### Parcs à thèmes et loisirs
Pour les parcs à thèmes, le fait marquant est l'ouverture du parc Tokyo Disneyland au Japon, détenu et opéré par la société Oriental Land Company. Pour Mark Arnold, c'est une décision étrange pour l'entreprise d'avoir accordé une licence pour un parc à thème Disney. C'est la première et la dernière fois que Disney accepte cela, les autres complexes verront tous une participation de la maison mère américaine. le budget du parc japonais est estimé à 300 millions d'USD, à compare avec les 400 millions d'USD du Magic Kingdom en 1971 et d'EPCOT Center en 1982.
Fin mars, le parc Disneyland en Californie inaugure la rénovation de la zone Fantasyland. Elle comprend des améliorations des attractions existantes, du décor et de nouvelles attractions comme Pinocchio's Daring Journey ou la cérémonie de l'épée dans la pierre de Merlin l'Enchanteur. Du côté du Disneyland Hotel, un complexe de loisirs et de restaurants ouvre durant l'été,. Ce projet de 15 millions d'USD permet l'ajout d'une salle d'arcades sous-marine, une piste de course de voitures miniatures, un bassin de pédalos, un autre de bateaux radiocommandés et l'agrandissement  du centre de congrès à 160 000 pieds carrés (14 864 m2). Pour rappel, l'hôtel est toujours détenu par Wrather Corporation.

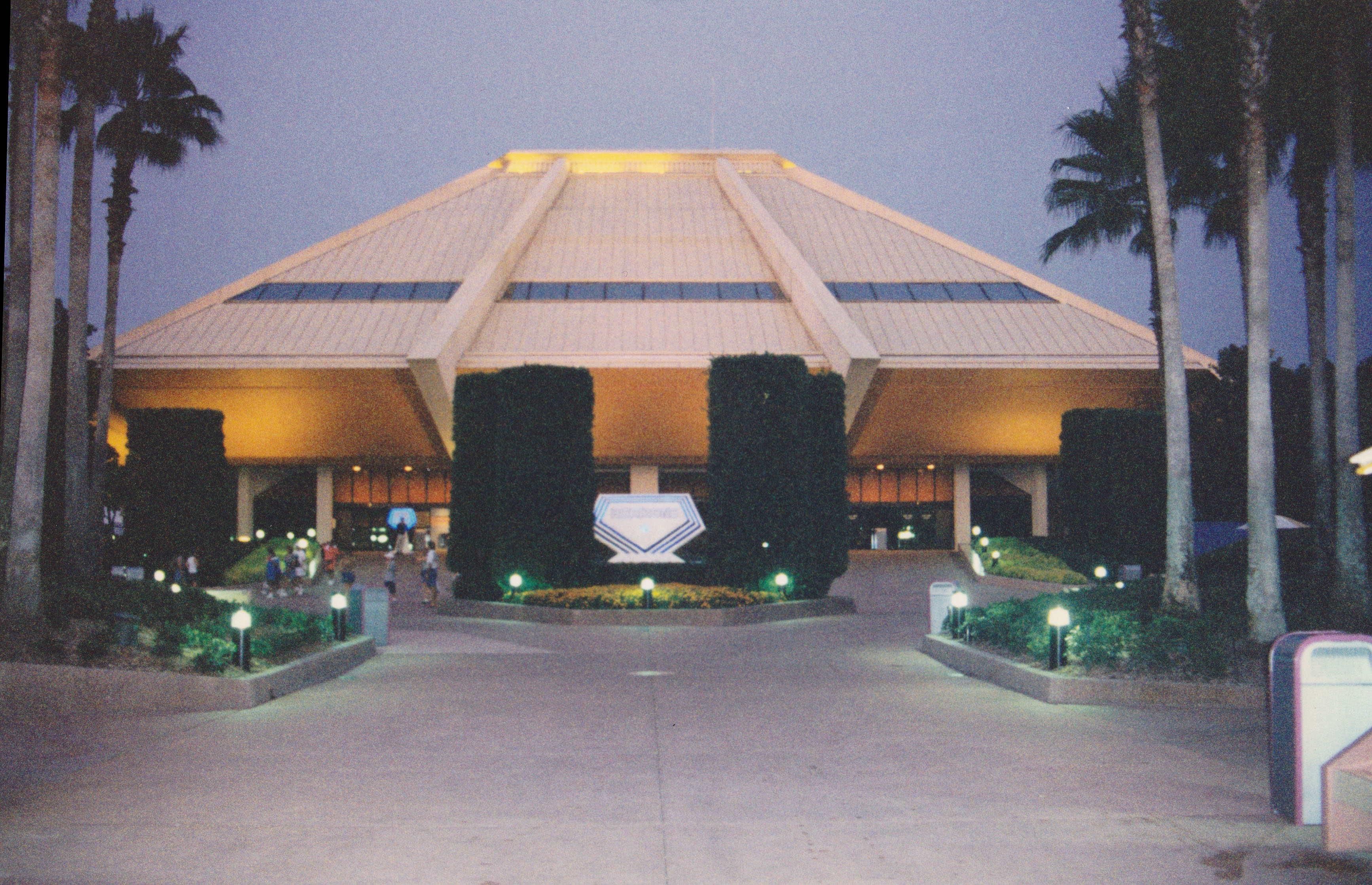
Entrée du bâtiment d'Horizons.

Les attractions Horizons et Journey Into Imagination ouvrent à EPCOT.
L'attraction Mickey Mouse Revue du Magic Kingdom rouvre à Tokyo.
La dotation pour la compétition de golf Walt Disney World Golf Classic de Walt Disney World Resort est relevée à 450 000 USD.

### Autres médias
Le label Disneyland Records poursuit ses publications d'albums Disney avec Mickey Mouse Splashdance et Mousetronics. Le label publie aussi des disques en dehors des franchises Disney avec le dixième album de Charlie Brown et un album de Snoopy.
La société Western Publishing continue de publier ses comics sous le label Whitman Comics. Le magazine Walt Disney's Comics and Stories atteint son 500e numéro en avril 1983.
Publications Whitman Comics
- Donald Duck
- Mickey Mouse
- Uncle Scrooge
- Walt Disney's Comics and Stories
- Huey, Duey, Louie Junior Woodchunks
- Super Goof
- Chip'n Dale
- Daisy and Donald
- Winnie the Pooh

L'éditeur Abbeville Press publie son dernier ouvrage consacré à Disney avec Donald Duck and his Nephews.
Lié au lancement de la chaîne Disney Channel, l'entreprise lance le The Disney Channel Magazine disponible aux abonnés de la chaîne câblée.

### Futures filiales
À la suite de l'entrée d'ABC au capital d'ESPN en 1982, les deux sociétés débutent une collaboration sur le sport avec des programmes en télévision à la carte, service baptisé service RSVP pour Reserved Seat Video Productions,.
En février 1983, les investisseurs Harry Evans Sloan et Lawrence L. Kuppin achètent New World Pictures à Roger Corman, entreprise fondée dans les années 1970 et qui achètera Marvel Entertainment à Cadence Industries lors de son démantèlement en 1986 à la suite de sa faillite.

## Événements

### Février
- février 1983, 
  - l'émission d'anthologie Walt Disney sur CBS s'arrête[11]
  - les investisseurs Harry Evans Sloan et Lawrence L. Kuppin achètent New World Pictures à Roger Corman[16].
- 24 février 1983, Ron Miller est nommé directeur général (CEO) de Disney[1],[3].

### Mars
- 5 mars 1983, Ouverture de l'attraction Journey Into Imagination à Epcot[17]
- 11 mars 1983, Sortie du court métrage Sacrée journée pour Bourriquet[18]

### Avril
- avril 1978, sortie du 500e numéro de Walt Disney's Comics and Stories[10].
- 1er avril 1983, Walt Disney Productions crée Walt Disney Pictures à partir du département animation et films[6]
- 15 avril 1983, Ouverture du parc Tokyo Disneyland au Japon[19]
- 18 avril 1983
  - Lancement de la chaîne Disney Channel aux États-Unis[20]
  - Première de Les Aventures de Winnie l'ourson sur Disney Channel[21]

### Mai
- 20 mai 1983, ABC Sports et ESPN diffusent leur premier programme en télévision à la carte, quatre matchs de boxe de la WBA et WBC, le service annoncé depuis plusieurs mois est alors nommé RSVP pour Reserved Seat Video Productions[14],[15].
- 23 mai 1983, 
  - Ouverture du nouveau Fantasyland de Disneyland, rénovée et avec comme nouvelle attraction Pinocchio's Daring Journey[22]
  - Décès de George Bruns, compositeur[23]
- 25 mai 1983, 
  - Cérémonie de réouverture de Fantasyland à Disneyland[22]
  - Sortie du film Le Retour du Jedi de  Lucasfilm et 20th Century Fox

### Août
- août 1983, Fermeture de l'attraction Plaza Swan Boats au Magic Kingdom de Walt Disney World Resort[24]

### Octobre
- 1er octobre 1983, Ouverture du pavillon Horizons à Epcot[25]
- 6 octobre 1983, Sortie du film Un homme parmi les loups[26]
- 9 octobre 1983, Première diffusion du téléfilm Les Tigres d'Alan Shapiro sur Disney Channel[27]
- 20 octobre 1983, Première mondiale du moyen métrage Le Noël de Mickey au Royaume-Uni[28]

### Décembre
- 16 décembre 1983, Sortie du moyen métrage Le Noël de Mickey aux États-Unis[28]